# Värtsilä (Russie)
Pour les articles homonymes, voir Värtsilä.
Värtsilä (en russe : Вя́ртсиля, Viartsilia) est une agglomération urbaine et une ville du raïon de Sortavala de la république de Carélie en Russie.

## Géographie
Värtsilä est situé à 50 km de la ville de Sortavala, à la frontière entre la Finlande et la Russie, sur la route de Joensuu.
Elle est voisine des municipalités rurales de Loimola et Kaalamo.
La superficie de la municipalité de Värtsilä est de 93 km2.
92,7 % de sa superficie est forestière et 6,1 % est résidentielle.
Värtsilä est traversée par la rivière Jänisjoki et son affluent la rivière Juuvanjoki.

## Démographie
Recensements (*) ou estimations de la population
| 1959  | 1979  | 1989  | 2002* |
| ----- | ----- | ----- | ----- |
| 3 794 | 2 935 | 2 915 | 3 230 |

| 2010  | 2013  | 2015  | 2017  |
| ----- | ----- | ----- | ----- |
| 3 080 | 3 035 | 2 964 | 2 970 |

| 2019  | 2021  | - | - |
| ----- | ----- | - | - |
| 2 974 | 2 916 | - | - |

## Histoire
Avant la Seconde Guerre mondiale, Värtsilä faisait partie de la municipalité finlandaise de Värtsilä.
Le village de Värtsilä fait partie des territoires cédés par la Finlande à l'Union soviétique après la guerre d'hiver et la guerre de continuation.
L'usine sidérurgique de Wärtsilä qui s'y trouve a été réhabilitée par des prisonniers et l'usine d'acier et de fil de fer barbelé a été mise en service en 1947.
Le camp de prisonniers de Värtsilä a été fermé en 1953.
La fonderie d'acier a ensuite été fermée pour cause de non rentabilité.

## Transports
La route bleue, route touristique internationale, traverse Värtsilä.
La route bleue traverse quatre pays depuis Mo i Rana, en Norvège, passe par la Suède et la Finlande et va jusqu'à Poudoj en Russie.
Le poste-frontière de Niirala est a cinq kilomètres de Värtsilä.
Elle est aussi reliée à Aunus  par les autoroutes 86K-8 et .

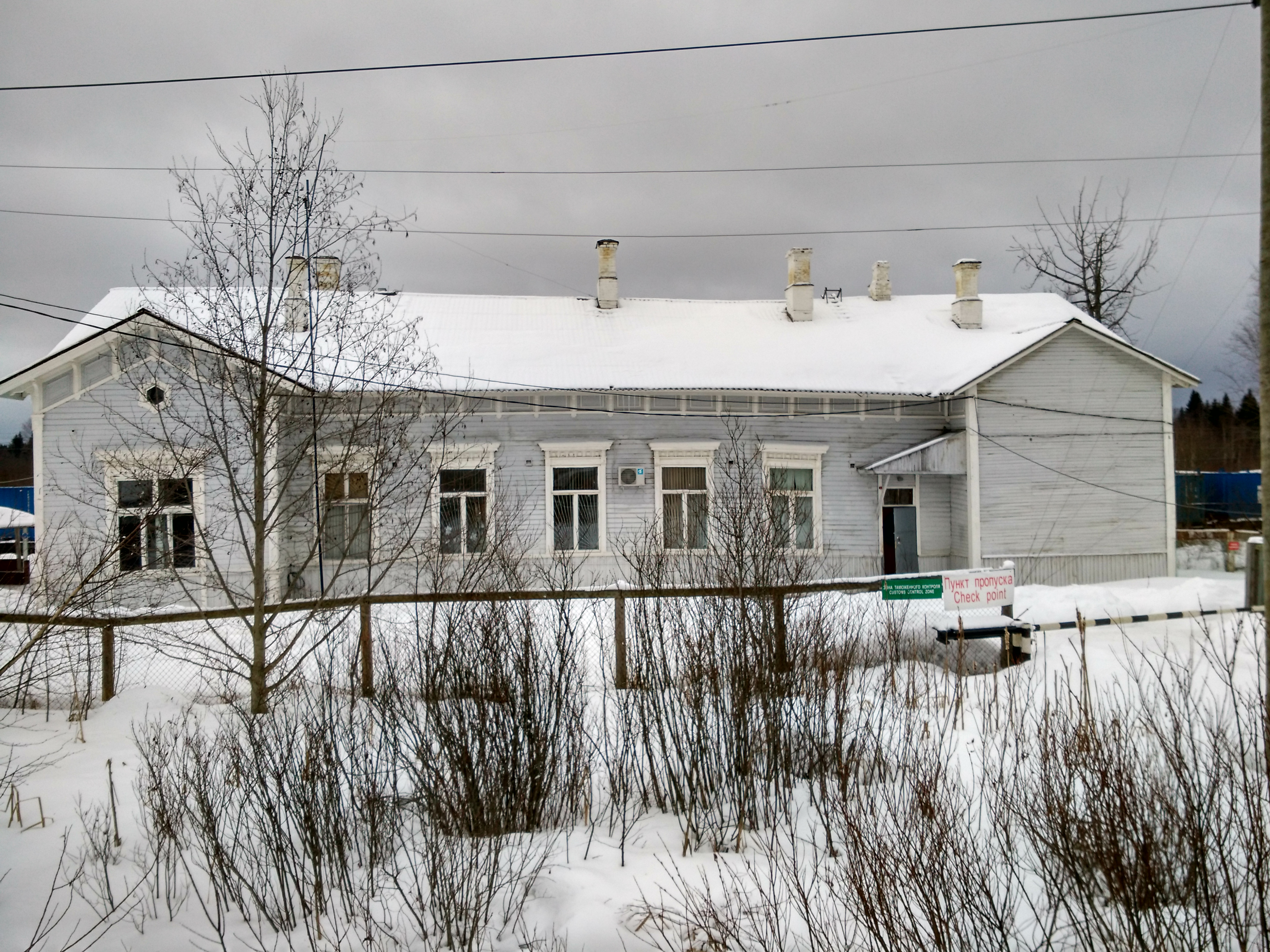
Gare de Värtsilä.

## Personnalités
Alès Bialiatski (1962-), militant biélorusse, prix Nobel de la Paix en 2022.